# Pere Berneç

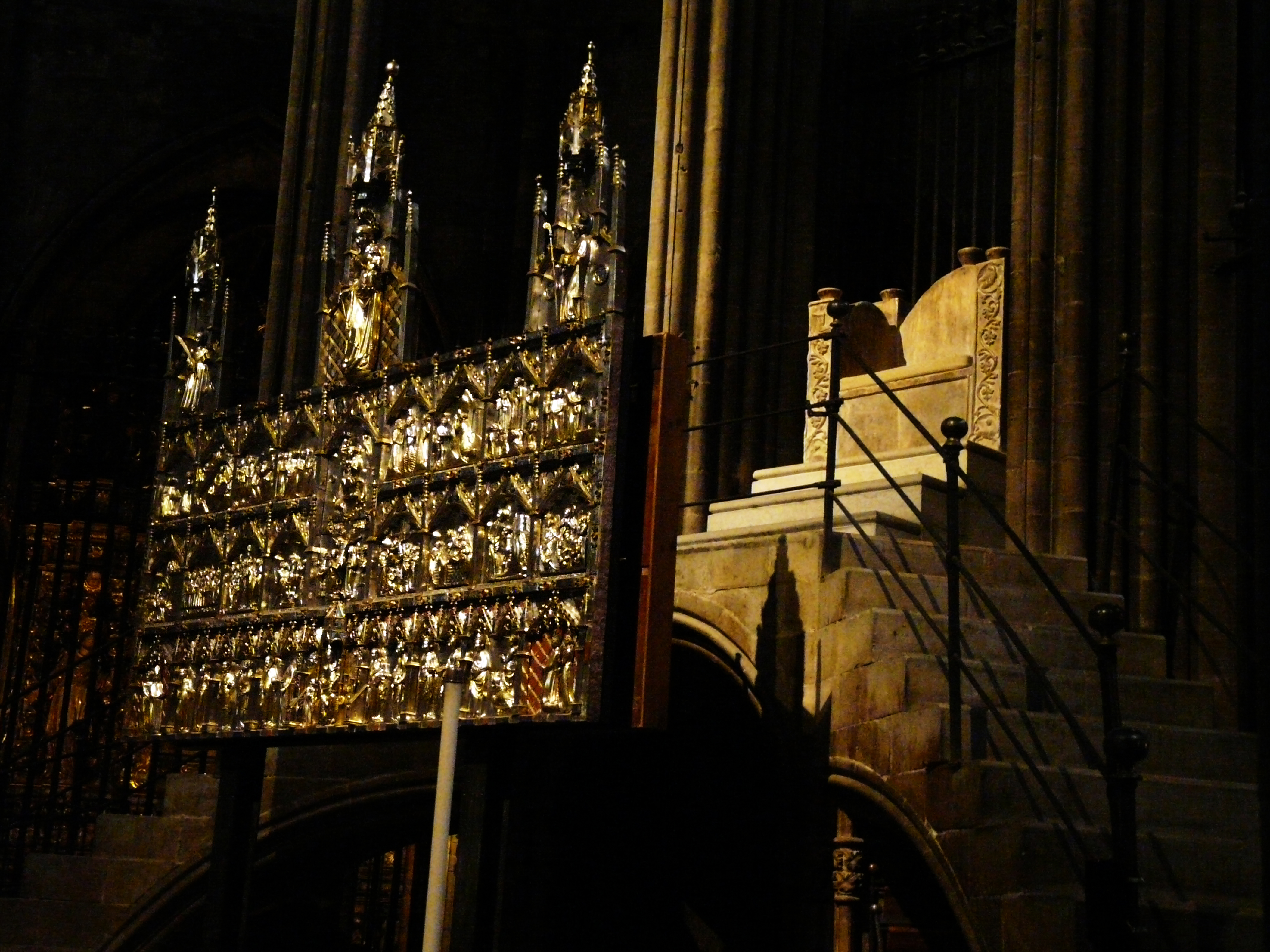
Hauptaltar der Kathedrale von Girona (links) mit dem von Pere Berneç geschaffenen Altarbild. (Rechts davon der Bischofssitz)

Pere Berneç (wirkend zwischen 1345 und 1399) war ein Gold- und Silberschmied des 14. Jahrhunderts aus dem Königreich Valencia. Er wirkte zwischen 1345 und 1399 in Valencia und im Fürstentum Katalonien.

## Leben und Werk
Pere Berneç stand in Diensten von Peter von Aragon. Dieser gab ihm den Auftrag, die königlichen Insignien und das Krönungsschwert zu schmieden. Zudem schuf er ein Kreuz und ein silbernes Altarbild für die Kathedrale von Valencia. In Zusammenarbeit mit Pere Joan Perpinyà schuf er ein weiteres Altarbild für die Kathedrale von Mallorca. Der zuvor genannte Altarschmuck aus Valencia und Mallorca gilt insgesamt als verschollen. Als Pere Berneçs bedeutendstes Werk gilt das silberne Altarbild in der Kathedrale von Girona, das um 1358 geschaffen wurde.